# Triaenops
Triaenops är ett släkte av fladdermöss som ingår i familjen rundbladnäsor.
Dessa fladdermöss når en kroppslängd (huvud och bål) av 35 till 62 mm, en svanslängd av 20 till 34 mm och en vikt av 8 till 15 g. Underarmarna är 45 till 55 mm långa. Kännetecknande är det centrala bladet (hudfliken) på näsan som liknar en treudd i utseende. Detta blad är omgivet av en rund hudflik. Arterna skiljer sig även genom avvikande detaljer av skallens konstruktion från andra rundbladnäsor. Pälsfärgen är beroende på individ och utbredning. Gråa, bruna, röda och vita pälsfärger förekommer.
Arter som förekommer på Madagaskar vistas främst i eller nära ursprungliga skogar. De vilar i grottor, i tunnlar eller på klippor. Triaenops persicus besöker även andra regioner med träd och savanner. Den har samma viloplatser som arterna på Madagaskar och sover dessutom i träd. I grottor bildas kolonier med flera tusen medlemmar och i sällsynta fall består en koloni av en halv miljon fladdermöss. Dessutom förekommer blandade flockar med Asellia tridens, med Coleura afra eller med andra fladdermöss. Individerna lämnar gömstället tidig på kvällen och jagar tätt över marken efter olika insekter.

## Systematik
Arter enligt Wilson & Reeder (2005):
- Triaenops auritus, på norra Madagaskar.
- Triaenops furculus, på västra Madagaskar och på Seychellerna.
- Triaenops persicus, i Afrika, på Arabiska halvön och i sydvästra Asien.
- Triaenops rufus, på västra Madagaskar, ska enligt nyare studier ersättas med namnet Triaenops menamena.

Enligt en studie från 2009 flyttas Triaenops auritus och Triaenops furculus till det nybildade släktet Paratriaenops.
IUCN (2017) listar ytterligare en art:
- Triaenops afer, har flera från varandra skilda populationer i östra Afrika och vid Kongoflodens mynning.